# Comté de Rockdale
Pour les articles homonymes, voir Rockdale.
Le comté de Rockdale est un comté de Géorgie, aux États-Unis.

## Démographie
| 1880  | 1890  | 1900  | 1910  | 1920  | 1930  |
| ----- | ----- | ----- | ----- | ----- | ----- |
| 6 838 | 6 813 | 7 515 | 8 916 | 9 521 | 7 247 |

| 1940  | 1950  | 1960   | 1970   | 1980   | 1990   |
| ----- | ----- | ------ | ------ | ------ | ------ |
| 7 724 | 8 464 | 10 572 | 18 152 | 36 747 | 54 091 |

| 2000   | 2010   | 2020   | - | - | - |
| ------ | ------ | ------ | - | - | - |
| 70 111 | 85 215 | 93 570 | - | - | - |